# Ušanovići (Bośnia i Hercegowina)
Ušanovići – wieś w Bośni i Hercegowinie, w Federacji Bośni i Hercegowiny, w kantonie bośniacko-podrińskim, w mieście Goražde. W 2013 roku liczyła 41 mieszkańców.